# شركة إريكو المحدودة
شركة إريكو المحدودة (有限会社エリコ通信社) هي شركة يابانية مقرها حي شيناغاوا في العاصمة طوكيو، متخصصة بالمعلومات المتعلقة بالشرق الأوسط، حيث تقوم بشكل رئيسي بالترجمة المتعلقة باللغة العربية سواء الفورية أو التحريرية.

## التأسيس
تم تأسيس الشركة عام 1994 على يد كيجي شينتاني (新谷恵司) بعد أن قضى فترة من العمل في عدة دول عربية ضمن وزارة الخارجية اليابانية. 

## أعمال الشركة
تنوعت أعمال الشركة وتشعبت خلال السنوات التالية للتأسيس، فبعد الترجمة بأنواعها (الشفوية المتزامنة، والشفوية المتعاقبة، والتحريرية) تقدم الشركة جميع أنواع الدعم للشركلات اليابانية والعربية الراغبة في العمل مع الطرف الآخر، وخلال عام 2011 بدأت الشركة بالتعاون مع شبكة الكابل اليابانية (JCN [اليابانية]) بإنتاج برنامج تلفزيوني جديد  يسلّط الضوء على السفارات الأجنبية في اليابانية ونقل تراث وثقافة الدول الأخرى إلى المشاهدين اليابانيين.  

## روابط مفيدة
شركة إريكو المحدودة- الموقع الرسمي باللغة العربية